# Крепость Фалькенберг
Крепость Фалькенберг (нем. Burg Falkenberg) — расположен в городе Фалькенберг, в округе Верхний Пфальц (Бавария).

## Исторический обзор
Остатки укрепленных валов на замковой горе датируются XI веком. Замок впервые упоминается в 1154 году.
Со времени основания он неоднократно переходил из рук в руки. Сначала он принадлежал Фалькенбергу, потом семье Лойхтенбергеров. В 1309 году замок с окрестностями перешел к цистерцианскому монастырю Вальдзассен. В 1803 году в ходе германской медиатизации собственность монастыря была секуляризована и передана Королевству Бавария.
В 1936—1939 годах замок был перестроен. Его владельцем в это время был граф Вернер фон дер Шуленбург, посол Германии в Москве в 1934—1941 годах, который хотел провести остаток своей жизни в Фалькенберге, однако в 1944 году из-за причастности к «мятежу 20 июля» против Адольфа Гитлера, был арестован и повешен.

## Текущее использование
В 2008 году муниципалитет Фалькенберга выкупил замок у семьи фон дер Шуленбург и сделал его культурным центром города, в котором регулярно проводятся музыкальные мероприятия и фестивали.